# PQ時間
PQ時間とは心臓の拍動のための電気的信号の伝達時間のこと。

## 定義と役割
心房の電気的興奮がP波であり、QRS波は心室の電気的興奮であるので、心房が洞結節の刺激により電気的に興奮し始めて房室結節、His束、プルキンエ繊維などを通じて心室に伝わり始めるまでの時間となる。正常なPQ時間は0.12秒以上0.20秒未満である。
房室結節での伝導は遅延しており、心房から心室へ電気的興奮のずれをつくることにより、心房興奮に続いて心室興奮が起こる。このため心臓は円滑に血液を送り出すポンプとしての役割を果たしている。